# 游淑慧
游淑慧（1976年7月28日—），中華民國政治人物，中國國民黨籍，現任臺北市議會議員。曾任中華民國紅十字會機要、臺北市政府觀光傳播局主任秘書、立法院助理、行政院環境保護署署長機要秘書、臺北市市長辦公室主任、國家政策研究基金會政策研究組顧問、郝龍斌辦公室發言人等職務。2023年接受國民黨徵召參選臺北市第二選舉區立法委員，未能當選。

## 從政生涯
游淑慧長期擔任幕僚，較少公開曝光，她曾參與郝龍斌第一任期（2006年起）在參選過程中提出的市政白皮書。2017年底，游決心投入北二區議員選舉，為國民黨「馬郝聯盟」市議員參選人之一。最終選舉結果，游淑慧以20,013票當選，為該選區第五高票。
2018年4月，國民黨年輕一代議員參選人成立「藍色新力量」政團，成員包括台北的林冠勳、游淑慧；新北的馬見、胡文琦、唐慧琳、葉元之、江怡臻；台中李允中；南投游顥；嘉義藍力凱；高雄孫健萍；台東姜駿傑等人。
2022年，游淑慧在北二區成功連任議員，隔年宣布將轉戰港湖區立委選舉。經黨內協調整合後，游決定禮讓前立委、時任市議員李彥秀，退出港湖立委選局，游本人則轉往士林─大同區參選該區立委，敗給民主進步黨的王世堅。

## 選舉紀錄
| 年度 | 選舉屆數               | 選舉區           | 所屬政黨   | 得票數 | 得票率 | 當選標記 | 備註 |
| ---- | ---------------------- | ---------------- | ---------- | ------ | ------ | -------- | ---- |
| 2018 | 第十三屆臺北市議員選舉 | 臺北市第二選舉區 | 中國國民黨 | 20,013 | 9.49%  |          |      |
| 2022 | 第十四屆臺北市議員選舉 | 臺北市第二選舉區 | 中國國民黨 | 22,577 | 10.95% |          |      |
| 2024 | 第十一屆立法委員選舉   | 臺北市第二選舉區 | 中國國民黨 | 69,754 | 37.83% |          |      |

## 軼事
韓國電視劇《魷魚遊戲》播出後，網民諷刺游淑慧長相與劇中遊戲「一二三，木頭人」中的詭異女娃娃英熙娃娃相像。儘管如此，游淑慧還是坦然接受這個看法，後來更扮演英熙娃娃與臺北市市長柯文哲一起拍片宣傳熊好券。

## 外部連結
- 游淑慧個人網站（页面存档备份，存于）
- 臺北市議會-游淑慧議員簡介（页面存档备份，存于）
- 游淑慧台北市議員的Facebook專頁
- 游淑慧的Instagram帳戶
- YouTube上的游淑慧台北市議員頻道